# 四氯化铼
四氯化铼是一种无机化合物，化学式 ReCl4。尽管它被广泛研究，但它没有太大的实用价值。ReCl4的第二种多晶型物也是已知的。 

## 制备
ReCl4 可以由五氯化铼和三氯化铼的归中反应而成。它也可以由三氯化锑还原五氯化铼而成。
{\displaystyle \mathrm {2\ ReCl_{5}+SbCl_{3}\longrightarrow 2\ ReCl_{4}+SbCl_{5}} }
四氯乙烯在 120 °C 下也是很好的还原剂：
{\displaystyle \mathrm {2\ ReCl_{5}+C_{2}Cl_{4}\longrightarrow 2\ ReCl_{4}+C_{2}Cl_{6}} }

## 结构
X射线晶体学揭示了聚合物结构。 Re–Re 键的距离是 2.728 Å。Re 中心是八面体型的，被六个氯原子环绕。一对八面体共面。Re2Cl9基团通过桥接氯配体连接。这种结构在二元卤化物是罕见的。